# Bentornato Dio!
Bentornato Dio! (Oh, God!) è un film commedia per la regia di Carl Reiner, uscito nelle sale statunitensi venerdì 7 ottobre 1977.
Il film ha per protagonisti il folksinger country ed attore John Denver (qui al suo primo film) e George Burns.

## Trama
Jerry Landers, giovane dirigente di un supermarket di Tarzana, riceve un biglietto con il quale Dio lo invita al 27º piano di uno stabile, nella stanza 2700, per una intervista.
Sicuro di essere bersaglio dello scherzo di un amico, ma incuriosito, Jerry va nella stanza, dove trova ad aspettarlo un arzillo vecchietto con gli occhiali, che fuma il sigaro.
Da questi, che dice di essere Dio, Jerry riceve la missione di annunciare al mondo l'esistenza di Dio, il suo interesse per l'umanità e l'ammonizione a riprendere fiducia nella vita e nel creato ove l'umanità può stare bene se amministra saggiamente i beni di cui dispone.
Jerry scopre poi, incontrando la donna delle pulizie all'uscita, che in quel palazzo il ventisettesimo piano non esiste.
Jerry, trovando già nella moglie Bobbie una ragionevole incomprensione, tarda a muoversi; ma l'arzillo vecchietto gli compare davanti più volte. Jerry alla fine chiede un miracolo, per credergli, e il vecchietto gli propone di far arrivare la pioggia.
Sono in auto, e Jerry trova la venuta della pioggia non così determinante per stabilire se si tratti o meno di un vero miracolo e quindi se il vecchietto sia davvero Dio, fino a quando non nota che piove solo dentro la sua auto. Il vecchietto gli dice che non vedeva motivo per rovinare la giornata anche agli altri, e sorride.
Recatosi dal direttore di un giornale, Jerry non viene preso sul serio. La notizia però viene diffusa e in maniere diverse fa chiasso. Jerry viene licenziato da George Summers; viene quindi avvicinato da un tribunale ecclesiastico di cui fanno parte rappresentanti di varie televisioni e un predicatore televisivo, che gli sottopongono delle domande per Dio. Jerry dovrà restare nella camera di un albergo e rispondervi. Dio gli compare sempre sotto le forme dell'arzillo vecchietto, travestito da cameriere ai piani, e gli dà le risposte, aggiungendo pesanti giudizi sul presuntuoso telepredicatore, il pastore Willie Williams. Jerry li riferisce durante una sua trasmissione televisiva, e si guadagna una querela per calunnia.
Quando il giudice Baker sarebbe propenso a condannarlo, il vecchietto si ripresenta in aula, riaffermando davanti a tutti di essere Dio, per prenderne le difese.
Alla fine scomparirà camminando verso l'uscita, tutti avranno la prova di avere incontrato Dio, e penseranno di averla registrata con la deposizione del vecchietto.
Ma la voce del Signore non è rimasta incisa e gli astanti devono accontentarsi della fede nell'esperienza provata.
Jerry, che era miscredente, ormai possiede una nuova coscienza. Dio gli appare un'ultima volta e si dichiara pago dello scossone positivo dato all'umanità.

## Premi e riconoscimenti
- 1978 - Premio Oscar
  - Nomination Miglior sceneggiatura non originale a Larry Gelbart
- 1978 - Saturn Awards
  - Miglior film fantasy a Stanley R. Jaffe
  - Miglior attore a George Burns
  - Nomination Miglior regia a Carl Reiner
  - Nomination Miglior sceneggiatura a Larry Gelbart
- 1978 - Writers Guild of America Award
  - Miglior commedia non originale a Larry Gelbart